# Celanese
Celanese est une importante société chimique américaine ayant son siège à Irving au Texas. Elle fabrique des produits chimiques, des fibres, des produits pharmaceutiques et des matières synthétiques, comme l'acétate de cellulose thermoplastique servant à la fabrication des filtres de cigarettes.
Celanese est le principal producteur mondial dans le domaine des acétyles, il produit notamment de l'acide acétique, de l'acétate de vinyle monomère (AVM) et des polyoxyméthylènes (POM). Sa plus grande usine, à Pasadena (Texas), Texas, abrite la principale unité de production d'acide.
Celanese est cotée en bourse. Son symbole à la Bourse de New York est « CE ».

## Histoire
En 1918, la société American Cellulose & Chemical Manufacturing Company est fondée à New York par Camille Dreyfus.
Une usine Celanese est alors installée à Amcelle, entre Cumberland et Cresaptown dans le Maryland. Cette usine est desservie par la ligne de chemin de fer Baltimore & Ohio (B&O) et est une grosse consommatrice de charbon. Elle reçoit alors des matières premières en vrac : produits chimiques industriels et coton brut et elle expédie ses produits textiles en grandes quantités. La ligne B&O a également assuré le transport des ouvriers de Celanese. L'usine dispose de son propre réseau de voies ferrées. Elle devient un gros employeur du Comté d'Allegany et la plupart des familles du secteur comptent au moins un des leurs parmi ceux qui travaillent pour cette usine durant sa pleine activité. L'effectif atteint alors 13 000 personnes.
The American Cellulose and Chemical Manufacturing, une société anonyme, est créée durant la guerre mondiale pour produire de la toile à meilleur marché pour la construction aéronautique. L'usine a été installée à l'intérieur des terres pour la protéger des attaques de Zeppelins. Elle est aussi située à proximité d'un captage d'eau disponible sur le Potomac, de plus elle peut facilement s'approvisionner en charbon et est proche des lignes de chemins de fer. Plusieurs fois retardée, la production démarre effectivement en 1924 avec différents types de tissus et fils marchands destinés à remplacer la soie. L'usine ferme dans les années 1960 puis est démolie pour laisser place à une nouvelle prison fédérale. En 1927, la société American Cellulose & Chemical Manufacturing Company devient Celanese Corporation of America.
En 1986, elle cesse son activité pharmaceutique qui devient alors Celgene. En 1987, Celanese Corporation est rachetée par Hoechst et fusionnée avec sa filiale américaine American Hoechst, pour constituer Hoechst Celanese Corporation.
En 1998, Hoechst rassemble la plupart de ses activités industrielles dans la chimie pour en faire la Celanese AG. En 1999, Hoechst se défait de Celanese AG qui devient une société allemande dont les valeurs se négocient sur les marchés publics des Bourses de Francfort et de New York.
En 2004, le Blackstone Capital Partners acquiert le capital de Celanese AG. Celanese est radiée de la cote de la Bourse de New York. Blackstone renomme la société « Celanese Corporation ».
En juin 2021, Exxon annonce la vente de ses activités dans les polymères élastiques, Santoprene à Celanese pour 1,15 milliard de dollars.
En février 2022, DuPont annonce la vente de certaines de ses activités à Celanese pour 11 milliards de dollars.

## Activité

### Isolant Celanese pour fils électriques toronnés
Celanese produit le premier filé synthétique utilisé pour l'isolation de fils électriques. Il est immédiatement accepté en électronique dans ses applications pour les bobinages, grâce à ses excellentes caractéristiques en haute fréquence. Le filé synthétique Celanese est un ester (acétate de la cellulose), dont les propriétés physiques, chimiques et électriques diffèrent de celles de la cellulose régénérée et du coton.
Sa température nominale d'utilisation est de 105 °C. Comme les autres fils thermoplastiques, le filé Celanese devient collant, se ramollit, puis fond lorsqu'il est porté à des températures élevées. Il se ramollit et devient collant entre 190 °C et 205 °C, et il fond vers 260 °C, bien au-dessous de la température de brasage des fils électriques isolés par du film de polyuréthane.
Le filé Celanese est soluble dans l'acétone. Comme il se dissout et fond quand il est imprégné d'acétone, on peut utiliser cette propriété pour fabriquer la bobine et pour faciliter les opérations d'enroulement. Au cours de l'enroulement du fil électrique, on peut appliquer sur celui-ci une quantité contrôlée d'acétone, puis, lorsque le bobinage est terminé, on peut évaporer l'acétone au moyen d'un courant d'air chaud pour obtenir un enroulement solidement cémenté.
La rigidité diélectrique entre couches de l'isolation Celanese est de 100 V·mm-1 au minimum. Les essais effectués montrent que les bobinages, dont les fils sont protégés par une isolation Celanese, présentent un excellent coefficient de qualité en hautes fréquences.
La plupart des fibres textiles absorbent l'humidité présente dans l'atmosphère environnante. La quantité présente est déterminée par le taux de reprise d'humidité et est exprimée en pourcentage de la masse de produit déshydraté à l'étuve. Pour le filé Celanese, on admet généralement un taux normal de reprise de 5,5 %, à 21 °C et 65 % d'humidité relative.
Le fil électrique avec son isolation Celanese se présente normalement en couleur naturelle (blanc). D'autres couleurs peuvent être fournies pour des besoins d'identification des bobines ou des conducteurs, notamment le vert, le rouge et le bleu.

### Site de  Production

#### Au Canada
En 2000, Celanese ferme son usine de Drummondville le 31 mars pour transférer ses activités au Mexique. L'entreprise, qui fabrique des filaments d'acétate, mettra à pied 440 personnes. Une autre entreprise de la région, le fabricant de doublures d'acétate, Textiles Monterey, a acheté la plus grande partie des terrains et des bâtiments de Celanese. Cette transaction ne changera rien cependant au sort des employés mis à pied par Celanese. Elle permettra toutefois d'assurer l'expansion de Textiles Monterey, qui compte déjà une centaine de travailleurs.
En 2004, Celanese AG annonce la suppression de plus de 1 000 emplois dans le monde entier, dont plus de 300 concernaient l'usine de Celanese Canada implantée à Edmonton, Alberta.
Le 5 juillet 2006, le fournisseur d'énergie EPCOR, qui possède une centrale à côté de l'usine Celanese Canada d'Edmonton, intente un procès contre Celanese en invoquant des infiltrations souterraines de produits chimiques sur son terrain et lui réclame vingt millions de dollars.
En novembre 2007, l'usine Celanese implantée à Edmonton Alberta, au Canada, est fermée et le site est à vendre. L'usine a été fermée par étapes, la dernière unité à fonctionner fut la fabrication de méthanol ainsi que la centrale.
Le 10 janvier 2008, le Edmonton Journal annonce que le site de Celanese Canada à Edmonton a été vendu à Worthington Properties Edmonton. L'unité de production de méthanol a été vendue à des intérêts chinois.

#### En France
L'usine Acetex Chimie située à Pardies (Pyrénées-Atlantiques), à proximité du complexe de Lacq, fait partie du Groupe Celanese depuis 2005. Elle produit de l'acide acétique et de l'acétate de vinyle. Une deuxième implantation est l'usine Acetex Intermediates située à Roussillon (Isère) sur la plateforme chimique de Rhodia Roussillon. Elle produit de l'anhydride acétique.
En janvier 2009, la direction générale de Celanese décide d'initier une étude de six semaines sur la possibilité de fermer définitivement le site d'Acetex Chimie à Pardies (France) qui représente 350 emplois directs, en raison de la dépression économique qui semble se traduire par de fortes diminutions de volumes de production.
Le 23 mars 2009, les salariés d'Acetex Chimie-Pardies sont fixés sur leur sort, après neuf semaines d'attente. Dans un communiqué officiel, la direction générale du groupe Celanese Corporation annonce sa décision de fermer l'usine de Pardies le 30 novembre 2009. Trois-cent-cinquante emplois sont ainsi supprimés. Célanèse Pardies (France) arrête définitivement toute sa production le 27 novembre 2009.
Après avoir annoncé une surproduction d'acide acétique dans le monde, ce qui implique la fermeture de Célanèse Pardies (France), le groupe Célanèse annonce au mois de février 2010 un doublement de sa production d'acide acétique sur son site chinois.
2013 le site de Célanèse situé à Roussillon (Isère) est fermé.

#### En Belgique
Le 29 février 2024, l'entreprise annonce la fermeture prévue en septembre 2024 du site de production de Malines, racheté à DuPont en novembre 2022.

## Actionnaires
Liste des principaux actionnaires au 16 novembre 2019:
| The Vanguard Group                                      | 11,5% |
| Dodge & Cox                                             | 8,91% |
| Wellington Management                                   | 5,64% |
| Capital Research & Management (International Investors) | 5,33% |
| SSgA Funds Management                                   | 4,94% |
| United States Trust                                     | 4,76% |
| Lyrical Asset Management                                | 2,84% |
| GMT Capital                                             | 2,83% |
| Axon Capital                                            | 2,73% |

## Sources
- Peter John Turnbull Morris, The American Synthetic Rubber Research Program, Pennsylvania Press  (ISBN 0-8122-8207-8), Full Text Online, p. 258